# Arkéa-B&B Hotels
L'Arkéa-B&B Hotels, nota in passato come Bretagne, Fortuneo e Arkéa-Samsic, è una squadra maschile francese di ciclismo su strada con licenza di UCI WorldTeam.
Attiva dal 2005, la squadra è basata a Bruz, in Bretagna, ed è diretta da Emmanuel Hubert; nella sua decennale attività, prima come formazione Continental (fino al 2010) e poi come Professional/ProTeam (fino al 2022) ha ottenuto successi in gare del calendario francese, raggiunto la top 3 nella classifica a squadre dell'UCI Europe Tour e partecipato più volte al Tour de France. Dal 2023 detiene licenza di UCI WorldTeam.

## Cronistoria

### Annuario
| Anno | Codice  | Nome                                                                       | Cat. | Biciclette      | Dirigenza |
| ---- | ------- | -------------------------------------------------------------------------- | ---- | --------------- | --- |
| 2005 | BJF     | Groupe Sportif Bretagne-Jean Floc'h                                        | CT   | Bernard Hinault | Manager: Jean Floc'h Dir. sportivi: Philippe Dalibard, Pascal Churin, Roger Tréhin                                                                                           |
| 2006 | BJF     | Groupe Sportif Bretagne-Jean Floc'h                                        | CT   | Orbea           | Manager: Jean Floc'h Dir. sportivi: Philippe Dalibard, Pascal Churin, Roger Tréhin                                                                                           |
| 2007 | BAL     | Bretagne Armor Lux                                                         | CT   | Felino          | Manager: Ronan Pensec Dir. sportivi: Philippe Dalibard, Roger Tréhin |
| 2008 | BAL     | Bretagne Armor Lux                                                         | CT   | Felino          | Manager: Jean Moy Dir. sportivi: Philippe Dalibard, Roger Tréhin |
| 2009 | BSC     | Bretagne-Schuller                                                          | CT   | MBK             | Manager: Joël Blévin Dir. sportivi: Philippe Dalibard, Roger Tréhin |
| 2010 | BSC     | Bretagne-Schuller                                                          | CT   | EXS Bikes       | Manager: Fabrice Blévin Dir. sportivi: Emmanuel Hubert, Roger Tréhin |
| 2011 | BSC     | Bretagne-Schuller                                                          | PCT  | KTM             | Manager: Fabrice Blévin Dir. sportivi: Emmanuel Hubert, Roger Tréhin |
| 2012 | BSC     | Bretagne-Schuller                                                          | PCT  | KTM             | Manager: Fabrice Blévin Dir. sportivi: Emmanuel Hubert, Roger Tréhin |
| 2013 | BSE     | Bretagne-Séché Environnement                                               | PCT  | KTM             | Manager: Emmanuel Hubert Dir. sportivi: Tony Prevost, Franck Renimel, Roger Tréhin                                                                                           |
| 2014 | BSE     | Bretagne-Séché Environnement                                               | PCT  | Kemo            | Manager: Joël Blévin Dir. sportivi: Emmanuel Hubert, Franck Renimel, Roger Tréhin                                                                                            |
| 2015 | BSE     | Bretagne-Séché Environnement                                               | PCT  | LOOK            | Manager: Emmanuel Hubert Dir. sportivi: Franck Renimel, Roger Tréhin |
| 2016 | FVC     | Fortuneo-Vital Concept                                                     | PCT  | LOOK            | Manager: Emmanuel Hubert Dir. sportivi: Yvon Caër, Sébastien Hinault, Denis Leproux, Franck Renimel, Roger Tréhin                                                            |
| 2017 | FVC TFO | Fortuneo-Vital Concept (fino al 30 giugno) Fortuneo-Oscaro (dal 1º luglio) | PCT  | LOOK            | Manager: Emmanuel Hubert Dir. sportivi: Emmanuel Hubert, Yvon Caër, Sébastien Hinault, Denis Leproux, Franck Renimel, Roger Tréhin                                           |
| 2018 | FST     | Team Fortuneo-Samsic                                                       | PCT  | BH              | Manager: Emmanuel Hubert Dir. sportivi: Emmanuel Hubert, Yvon Caër, Sébastien Hinault, Yvon Ledanois, Franck Renimel, Roger Tréhin                                           |
| 2019 | PCB     | Team Arkéa-Samsic                                                          | PCT  | BH              | Manager: Emmanuel Hubert Dir. sportivi: Yvon Ledanois, Yvon Caër, Arnaud Gérard, Sébastien Hinault, Franck Renimel, Roger Tréhin                                             |
| 2020 | ARK     | Team Arkéa-Samsic                                                          | PRT  | Canyon          | Manager: Emmanuel Hubert Dir. sportivi: Yvon Ledanois, Yvon Caër, Arnaud Gérard, Sébastien Hinault, Kévin Rinaldi, Flavien Soenen, Roger Tréhin                              |
| 2021 | ARK     | Team Arkéa-Samsic                                                          | PRT  | Canyon          | Manager: Emmanuel Hubert Dir. sportivi: Yvon Ledanois, Yvon Caër, Arnaud Gérard, Sébastien Hinault, Kévin Rinaldi, Flavien Soenen, Roger Tréhin                              |
| 2022 | ARK     | Team Arkéa-Samsic                                                          | PRT  | Canyon          | Manager: Emmanuel Hubert Dir. sportivi: Yvon Ledanois, Yvon Caër, Arnaud Gérard, Sébastien Hinault, Théo Ouvrard, Kévin Rinaldi, Roger Tréhin, Jasper Vaeck                  |
| 2023 | ARK     | Team Arkéa-Samsic                                                          | WT   | Bianchi         | Manager: Emmanuel Hubert Dir. sportivi: Théo Ouvrard, Yvon Caër, Arnaud Gérard, Sébastien Hinault, Mickaël Leveau, Fredric Ostian, Kévin Rinaldi, Roger Tréhin, Jasper Vaeck |
| 2024 | ARK     | Arkéa-B&B Hotels                                                           | WT   | Bianchi         | Manager: Emmanuel Hubert Dir. sportivi: Didier Rous, Yvon Caër, Arnaud Gérard, Yvon Ledanois, Mickaël Leveau, Fredric Ostian, Kévin Rinaldi                                  |
| 2025 | ARK     | Arkéa-B&B Hotels                                                           | WT   | Bianchi         | Manager: Emmanuel Hubert Dir. sportivi: Didier Rous, Yvon Ledanois, Laurent Pichon, Kévin Rinaldi                                                                            |

### Classifiche UCI
Aggiornato al 22 ottobre 2024.
| Anno | Classifica | Pos. | Migliore cl. individuale     |
| ---- | ---------- | ---- | ---------------------------- |
| 2005 | Europe T.  | 13º  | Stéphane Pétilleau (47º)     |
| 2006 | Europe T.  | 18º  | Cédric Hervé (36º)           |
| 2007 | Europe T.  | 30º  | David Le Lay (169º)          |
| 2008 | Africa T.  | 8º   | Yann Pivois (28º)            |
| 2008 | Europe T.  | 33º  | Cyril Gautier (50º)          |
| 2009 | America T. | 18º  | Johan Le Bon (41º)           |
| 2009 | Europe T.  | 21º  | Dimitri Champion (20º)       |
| 2010 | America T. | 32º  | Johan Le Bon (248º)          |
| 2010 | Europe T.  | 11º  | Florian Vachon (27º)         |
| 2011 | Europe T.  | 12º  | Laurent Pichon (21º)         |
| 2012 | Europe T.  | 13º  | Laurent Pichon (24º)         |
| 2013 | Europe T.  | 19º  | Armindo Fonseca (44º)        |
| 2014 | America T. | 29º  | Eduardo Sepúlveda (173º)     |
| 2014 | Europe T.  | 10º  | Armindo Fonseca (23º)        |
| 2015 | Africa T.  | 7º   | Jaŭhen Hutarovič (39º)       |
| 2015 | America T. | 12º  | Kévin Ledanois (27º)         |
| 2015 | Asia T.    | 43º  | Pierre-Luc Périchon (119°)   |
| 2015 | Europe T.  | 3º   | Pierrick Fédrigo (18º)       |
| 2016 | Africa T.  | 6º   | Anthony Delaplace (35º)      |
| 2016 | America T. | 17º  | Eduardo Sepúlveda (41º)      |
| 2016 | Asia T.    | 51º  | Eduardo Sepúlveda (221°)     |
| 2016 | Europe T.  | 12º  | Daniel McLay (29º)           |
| 2017 | America T. | 45º  | Eduardo Sepúlveda (235º)     |
| 2017 | Europe T.  | 5º   | Laurent Pichon (15º)         |
| 2018 | Asia T.    | 93º  | Sindre Skjøstad Lunke (518º) |
| 2018 | Europe T.  | 15º  | Bram Welten (115º)           |
| 2019 | Europe T.  | 9º   | Warren Barguil (82º)         |
| 2020 | World Tour | 14º  | Warren Barguil (36º)         |
| 2021 | World Tour | 17º  | Nairo Quintana (64º)         |
| 2022 | World Tour | 13º  | Hugo Hofstetter (38º)        |
| 2023 | World Tour | 19º  | Arnaud Démare (76º)          |
| 2024 | World Tour | 19º  | Luca Mozzato (66º)           |

## Palmarès
Aggiornato al 5 luglio 2025.

### Grandi Giri
- Giro d'Italia

Partecipazioni: 3 (2023, 2024, 2025)
Vittorie di tappa: 0
Vittorie finali: 0
Altre classifiche: 0
- Tour de France

Partecipazioni: 12 (2014, 2015, 2016, 2017, 2018, 2019, 2020, 2021, 2022, 2023, 2024, 2025)
Vittorie di tappa: 1
2024: 1 (Kévin Vauquelin)
Vittorie finali: 0
Altre classifiche: 0
- Vuelta a España

Partecipazioni: 3 (2022, 2023, 2024)
Vittorie di tappa: 0
Vittorie finali: 0
Altre classifiche: 0

### Campionati nazionali
- Campionati francesi: 2

In linea: 2009 (Dimitri Champion); 2019 (Warren Barguil)

## Organico 2025
Aggiornato al 1° agosto 2025.

### Staff tecnico
|  | Naz.               | Ruolo | Sportivo        |  |  |  |
|  | ------------------ | ----- | --------------- |  |  |  |
|  | Francia (bandiera) | GM    | Emmanuel Hubert |  |  |  |
|  | Francia (bandiera) | DS    | Didier Rous     |  |  |  |
|  | Francia (bandiera) | DS    | Yvon Ledanois   |  |  |  |
|  | Francia (bandiera) | DS    | Laurent Pichon  |  |  |  |
|  | Francia (bandiera) | DS    | Kévin Rinaldi   |  |  |  |

### Rosa
|  | Naz.                   |  | Sportivo                | Anno |  |  |
|  | ---------------------- |  | ----------------------- | ---- |  |  |
|  | Belgio (bandiera)      |  | Jenthe Biermans         | 1995 |  |  |
|  | Belgio (bandiera)      |  | Amaury Capiot           | 1993 |  |  |
|  | Francia (bandiera)     |  | Camille Charret         | 2006 |  |  |
|  | Francia (bandiera)     |  | Ewen Costiou            | 2002 |  |  |
|  | Francia (bandiera)     |  | Florian Dauphin         | 1999 |  |  |
|  | Francia (bandiera)     |  | Anthony Delaplace       | 1989 |  |  |
|  | Francia (bandiera)     |  | Arnaud Démare           | 1991 |  |  |
|  | Italia (bandiera)      |  | Giosuè Epis             | 2002 |  |  |
|  | Spagna (bandiera)      |  | Raúl García Pierna      | 2001 |  |  |
|  | Francia (bandiera)     |  | Élie Gesbert            | 1995 |  |  |
|  | Francia (bandiera)     |  | Baptiste Gillet         | 2004 |  |  |
|  | Francia (bandiera)     |  | Donavan Grondin         | 2000 |  |  |
|  | Francia (bandiera)     |  | Thibault Guernalec      | 1997 |  |  |
|  | Francia (bandiera)     |  | Victor Guernalec        | 2000 |  |  |
|  | Francia (bandiera)     |  | Simon Guglielmi         | 1997 |  |  |
|  | Belgio (bandiera)      |  | Laurens Huys            | 1998 |  |  |
|  | Francia (bandiera)     |  | Mathis Le Berre         | 2001 |  |  |
|  | Francia (bandiera)     |  | Léandre Lozouet         | 2004 |  |  |
|  | Italia (bandiera)      |  | Luca Mozzato            | 1998 |  |  |
|  | Lussemburgo (bandiera) |  | Michel Ries             | 1998 |  |  |
|  | Spagna (bandiera)      |  | Cristián Rodríguez      | 1995 |  |  |
|  | Francia (bandiera)     |  | Louis Rouland           | 2002 |  |  |
|  | Australia (bandiera)   |  | Miles Scotson           | 1994 |  |  |
|  | Francia (bandiera)     |  | Florian Sénéchal        | 1993 |  |  |
|  | Norvegia (bandiera)    |  | Embret Svestad-Bårdseng | 2002 |  |  |
|  | Francia (bandiera)     |  | Pierre Thierry          | 2003 |  |  |
|  | Norvegia (bandiera)    |  | Martin Tjøtta           | 2001 |  |  |
|  | Francia (bandiera)     |  | Kévin Vauquelin         | 2001 |  |  |
|  | Francia (bandiera)     |  | Clément Venturini       | 1993 |  |  |
|  | Italia (bandiera)      |  | Alessandro Verre        | 2001 |  |  |